# 平成17年台風第14号
平成17年台風第14号（へいせい17ねんたいふうだい14ごう、アジア名：Nabi）は、2005年（平成17年）8月に発生し、日本に大きな被害を与えた台風である。広い暴風域を維持したままゆっくりとした速度で進んだため、各地に甚大な被害をもたらし、後に激甚災害に指定された。

## 概要

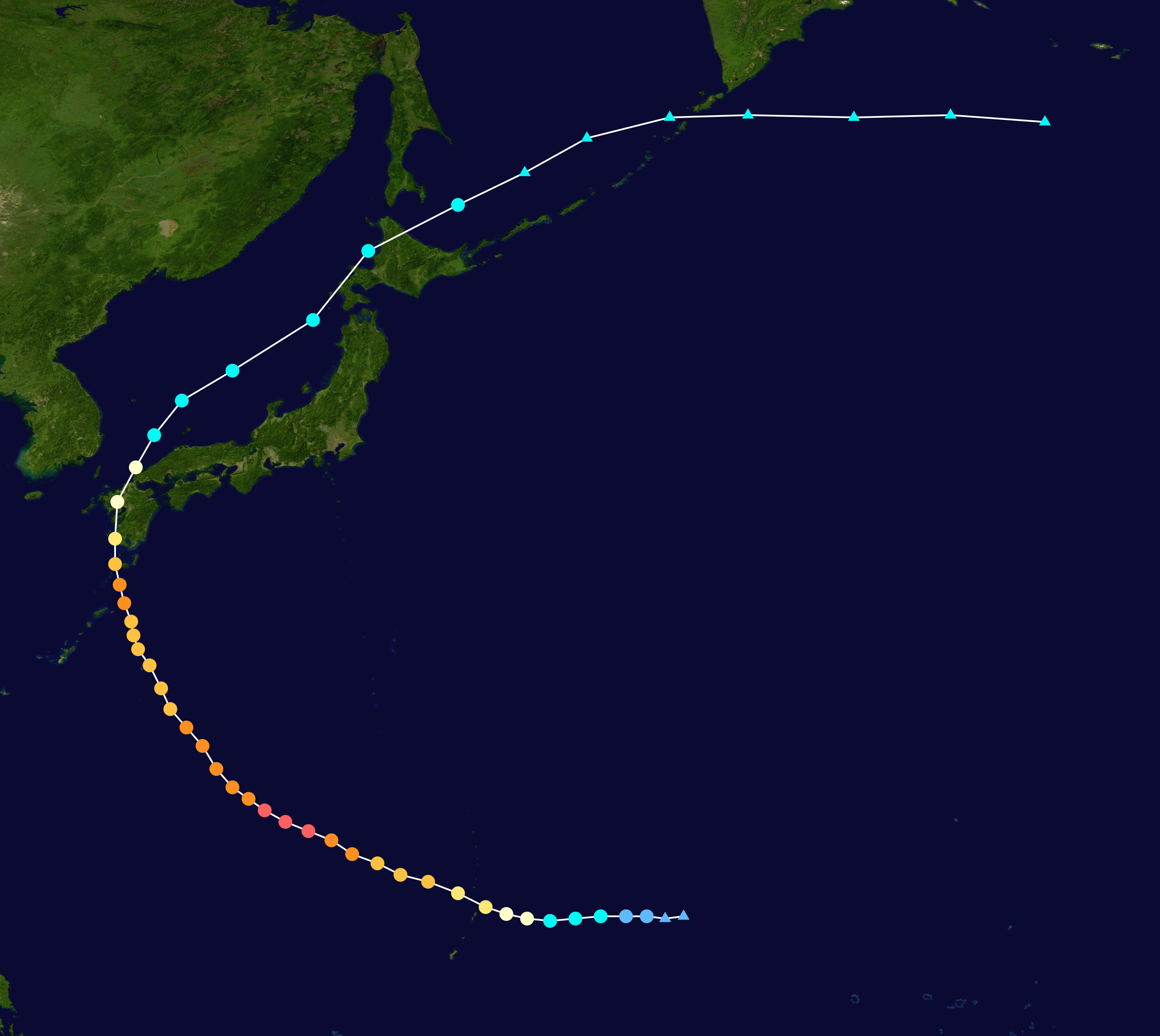
進路図

2005年8月29日21時に、マリアナ諸島付近で台風14号が発生し、アジア名「ナービー（Nabi）」と命名された。命名国は韓国で、朝鮮語で「チョウ（나비）」を意味する。台風は西進しながら大型で非常に強い勢力にまで発達し、沖ノ鳥島から日本の南を北北西に進んだ。 9月4日には、大東島地方や奄美地方などが風速25メートル以上の暴風域に入った。5日には首相官邸の危機管理センターに連絡室が設置された。その後台風は進路を次第に北寄りに変えて九州の南海上に接近し、広い暴風域を維持したまま九州地方の西岸に沿って北上して、6日13時頃熊本県天草下島を通過し、14時過ぎに長崎県諫早市付近に上陸。 九州北部を通過し、6日夜には福岡県岡垣町付近から山陰沖に抜け、速度を上げて日本海を北東進した後に、7日夜に北海道檜山支庁せたな町に再上陸した。そして北海道北部を通過し、8日朝にオホーツク海へと抜けた。

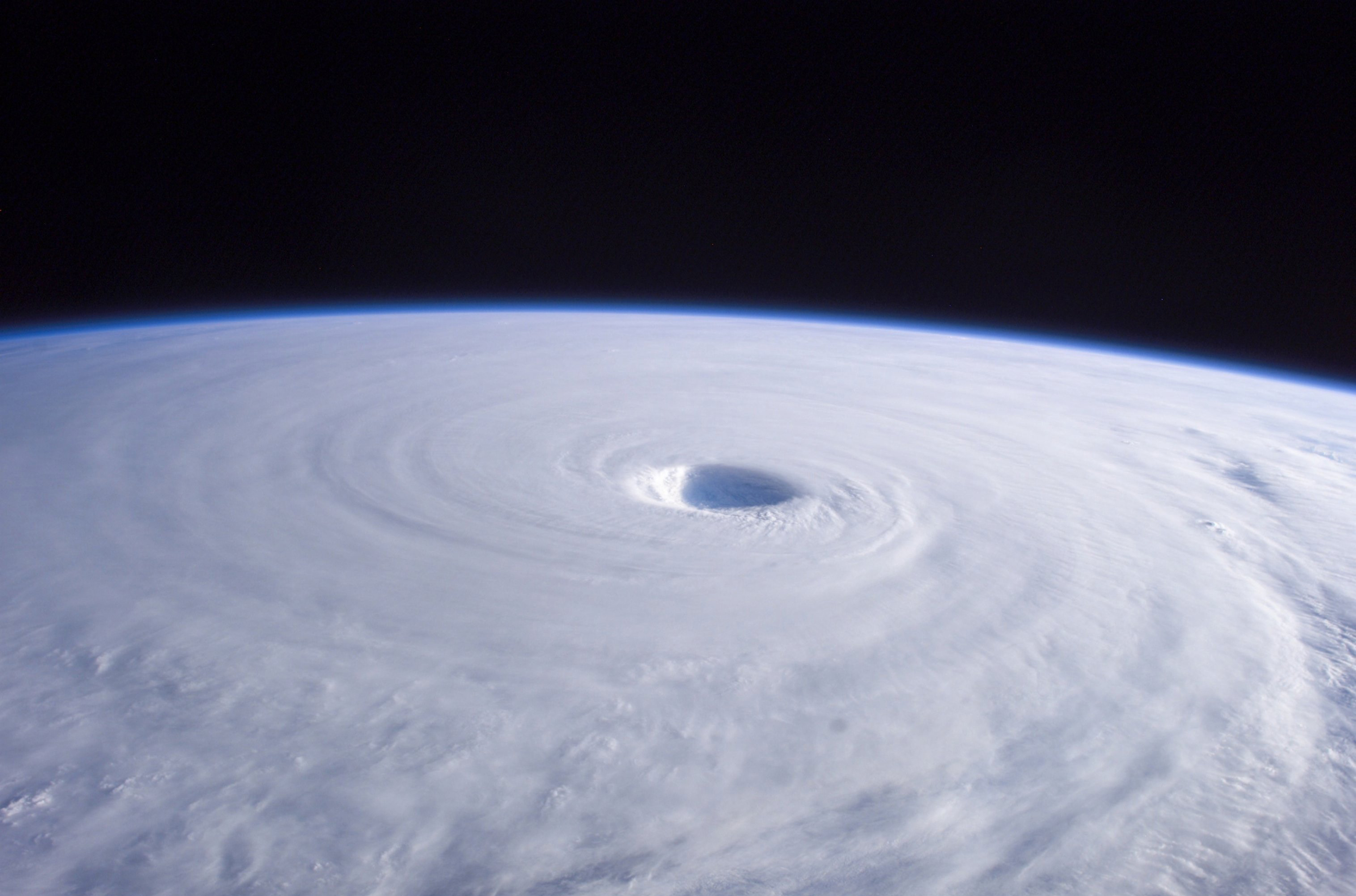
国際宇宙ステーションから見た台風14号

この台風は、大東島地方に接近してから山陰沖へと抜けるまで、広い暴風域を維持したまま比較的遅い速度で進んだため、長時間にわたって暴風や高波、大雨が続いた。 3日から8日までの総雨量は、九州・中国・四国地方の各地で9月の月間平均雨量の2倍を上回り、宮崎県では1,000mmを超えた。宮崎県南郷村神門では1,322mm (月間平均雨量比2.9倍) 、えびの市で1,307mm (月間平均雨量比2.8倍)、鹿児島県肝属郡肝属町肝属前田で956mm (月間平均雨量比3.2倍) に達した。 また、九州・中国・四国の各地方と北海道の62地点では、それまでの日雨量の記録を更新したほか、台風の接近・上陸に伴い各地で暴風、高波となった。 4日には南大東島で最大瞬間風速55.6m/s、6日には鹿児島県種子島で同59.2m/s、屋久島で同58.1m/sが観測された。
この台風によって、熊本県・大分県・宮崎県・鹿児島県を中心に九州～東北地方で土砂災害、大雨による浸水などが起きた。 また、岡山県・広島県・香川県では高潮による床上・床下浸水も発生した。人的被害は、宮崎県を中心に全国で死者・行方不明者29人に達した。
台風が日本の南海上を移動中の3日から4日にかけ、台風から本州上に停滞する秋雨前線に向かって暖かく湿った空気が流入。 3日には鳥取県（鹿野）・新潟県（十日町・松代）・福島県（郡山市湖南）で1時間に約50-60mmの非常に激しい雨が降り、鳥取県の鹿野では3日の、大山と関金では4日の日雨量が100mmを超えた。 4日夕方から5日未明にかけては東京都・埼玉県・神奈川県など首都圏でも、大気の状態が不安定となって雨雲が急速に発達し、東京都と埼玉県では局地的に1時間に100mmを超える猛烈な雨となった。 この期間の降水量は、東京都が設置した雨量計によるデータでは杉並区下井草で264mm、久我山で240mm、練馬区上石神井で240mmに達した。

## 記録
※各種報道、気象庁発表のデータを元に作成

### 雨量
- 1時間雨量（上位3地点）
  - 高知県本川村 － 76ミリ
  - 長崎県小浜町 － 75ミリ
  - 静岡県磐田市 － 73ミリ
  - （参考）9月4日の関東地方における大雨による（台風本体の雨ではない）。
    - 東京都杉並区下井草 － 112ミリ
    - 東京都三鷹市長久保 － 105ミリ
- 日降水量（上位3地点）
  - 愛媛県西条市石鎚山 － 757ミリ
  - 高知県いの町 － 713ミリ
  - 高知県仁淀川町 － 644ミリ
- 降り始めからの雨量（上位3地点）
  - 宮崎県南郷村神門 － 1,321ミリ … 月間平均雨量の2.9倍
  - 宮崎県えびの市 － 1,307ミリ
  - 宮崎県日之影町 － 1,201ミリ

### 風速
- 最大瞬間風速（上位3地点）
  - 東京都沖ノ鳥島 － 72 m/s
  - 鹿児島県種子島 － 59.2 m/s
  - 鹿児島県屋久島 － 58.1 m/s

### 高潮
- 最も潮位の高い時期であったため、九州と四国の沿岸で高潮となった。

## 被害

### 日本各地の被害状況
※死傷者が出た被害、その他主な被害のみ記載
- 九州地方

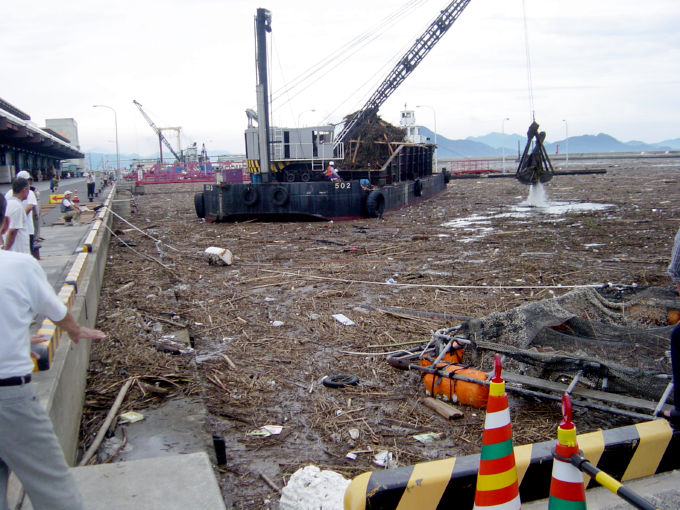
広島市草津漁港の台風被害 2005年9月10日

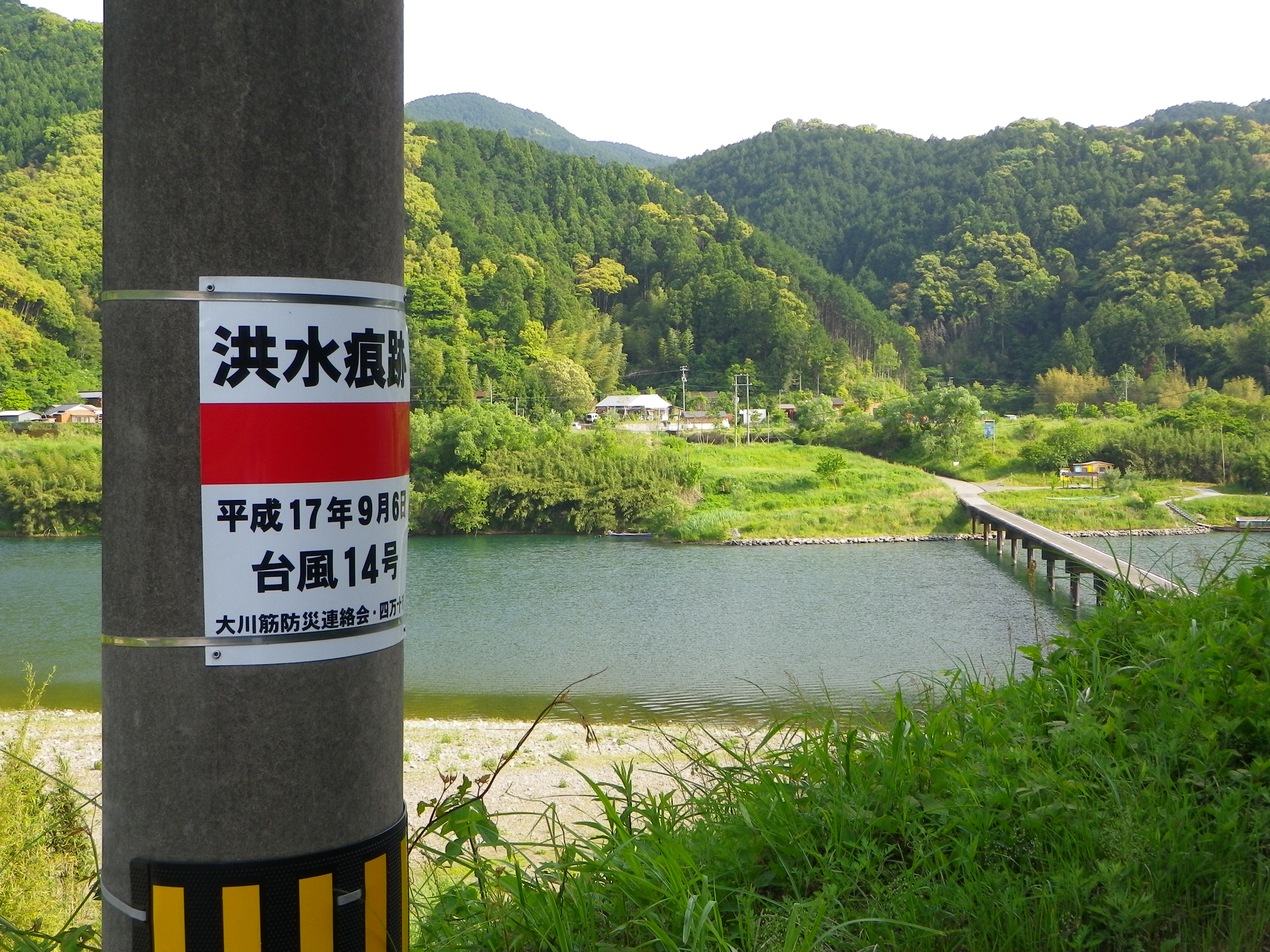
洪水痕跡 四万十川三里沈下橋付近

  - 宮崎市で竜巻が発生、家屋や車などを破壊。
  - 鹿児島県垂水市でがけ崩れと鉄砲水で4人死亡。
  - 熊本県阿蘇市の豊肥本線が倒木にぶつかりガラスにひびが入る。
  - 宮崎県三股町で土砂崩れ、住宅が倒壊。2人死亡。
  - 宮崎県北部の高千穂鉄道高千穂線にある五ヶ瀬川に架かる二つの鉄橋が崩落。復旧を断念し、3年後の2008年12月で高千穂鉄道が廃線となった。
  - 宮崎県椎葉村で土砂崩れ、民家3棟が全半壊。1人死亡、2人行方不明。
  - 宮崎県高千穂町で土砂崩れ、家屋が倒壊。3人死亡、1人行方不明。
  - 宮崎県の大淀川・五ヶ瀬川・小丸川流域で浸水が多数発生。宮崎県内の床上・床下浸水は2,253戸。特に高岡町、宮崎市小松、延岡市での被害が大きい。
  - 熊本県五木村築切の国道445号が数ヵ所で損壊した。
- 四国地方
  - 瀬戸内海沿岸の都市では、9月6日から7日未明にかけて、高潮による被害が出た。
  - 強風であおられて、宇高国道フェリーの甲板から女性が海中に落下し死亡した。
  - 愛媛県大洲市の肱川が氾濫した。
  - 愛媛県新居浜市船木の客谷川の堤防が約30メートルにわたり決壊した。
  - 徳島県石井町において、自転車が風で水路に転倒し1人死亡。
- 中国地方
  - 山口県岩国市の錦帯橋の橋脚の一部が流された。
  - 山口県の山陽自動車道岩国IC～玖珂IC間上り線の一部が崩落して家屋が押しつぶされ3人死亡。山陽自動車道自体も12月1日まで通行不能に。
  - 広島県宮島町の厳島神社が浸水した。
  - 広島県宮島町で土石流が発生した。
  - 広島市西区の草津漁港に大量の流木やゴミが漂着し、漁船の使用に支障をきたした。
  - 広島市を流れる太田川放水路に、安佐北区で起こった土砂崩れにより川に大きな砂洲ができた。
- 近畿地方
- 北陸地方
  - 福井県永平寺町の曹洞宗大本山永平寺境内にある同県文化財指定の中雀門西側渡り廊下が、倒れてきた木に押しつぶされた。
- 関東地方
  - 9月4日夜から5日にかけて、この台風から秋雨前線に向かって暖かく湿った空気が流れ込み、積乱雲が数時間に渡って発生するバックビルディング現象が起きた。関東地方各地で非常に激しい雨が降り、床上浸水・冠水・停電などの被害が出た。特に東京都杉並区などでは1時間に100ミリ以上と東京都での観測史上としては最大の雨量が記録され、石神井川・妙正寺川・善福寺川・神田川では浸水被害が出た。

### インフラへの影響
- 通信
  - 電話
    - NTTドコモでは、九州、中国、四国の一部で基地局計56局の機能が停止。
    - ボーダフォンは、鹿児島県、宮崎県を中心とした九州の一部の地域で109局が停止。
    - KDDI（au）も九州と四国の一部で計65局が停止。
    - NTT西日本の固定電話も宮崎県の一部で不通。

  - 放送
    - 放送塔が停電するなどし、各地でテレビ、ラジオの受信ができなくなった。
- 電気
  - 九州電力で最大28.5万戸。四国電力で最大11.6万戸。中国電力で最大12.1万戸。
- 交通
  - 九州のJR線は9月6日始発からほぼ全線が運休した。
  - 九州を離着陸する航空便、高速バス、フェリーは、ほぼすべて運休した。その他の地区でもフェリーの運休が相次いだ。
  - 宮崎県では一時、県都宮崎市と第2の都市都城市を結ぶ交通（JR日豊本線、国道269号線、宮崎自動車道など）全てが寸断されるという事態になった。
- 水道
  - 宮崎市の富吉浄水場が浸水で機能しなくなり、下北方浄水場で全市の需要を賄う状態となったため水圧が低下し、宮崎市の広い範囲で水不足となった。

### その他
- 衆議院選挙期間中であったが、各地で掲示板が一時撤去された。また、選挙活動も一時中止や予定変更など立候補者、政党にも影響が出た。
- 各地で栗や梨、リンゴが落下したり、稲が倒れたりするなどの農作物に被害があった。

## 韓国での被害
韓国南部でも記録的な大雨となり、各地で洪水、浸水、土砂崩れがあった。
- 日降水量
  - 蔚山地域で591.5ミリ。
  - 慶州市甘浦邑で509.5ミリ。
  - 慶州市楊口面獐項里で477.5ミリ
  - 浦項市チャンジ面で441.3ミリ
  - 江原道三陟市遠徳邑臨院里で360.7ミリ
  - 慶尚北道蔚珍郡北面下塘里で350ミリ。
- 被害
  - 蔚山市北区で川に流され1人行方不明。
  - 慶尚南道咸安郡郡北面の南海高速道路で観光バスが道路から約3メートル下に転落。

## その他
- 災害救助法が適用された地域

宮崎県 - 東諸県郡高岡町・国富町、北諸県郡高城町、東臼杵郡北方町・東郷町・諸塚村・椎葉村・西郷村・北川町、宮崎市、延岡市、西都市、西臼杵郡日之影町
山口県 - 玖珂郡美川町、岩国市
東京都 - 中野区、杉並区
鹿児島県 - 垂水市
高知県 - 四万十市
- 被災者生活再建支援法が適用された地域

宮崎県、山口県、鹿児島県、高知県の17市町村
- 台風直前の貯水率が0％であった高知県の早明浦ダムが大雨により一気に100％まで回復。水不足が解消した。しかし、この事実を逆に見れば、通常の渇水期水位程度の貯水率が同ダムにあった場合、ダムによる調整が追いつかず下流域にさらなる被害をもたらしていた可能性が高かった[2]。
- この台風のアジア名Nabiは、この台風限りで使用中止となり、次順からはDoksuriというアジア名が使用されることになった。ただし、除名の原因は大多数の引退名と異なり、イスラム教のナビーと同音になってしまったためである[3]。なお、平成時代に日本本土に被害をもたらした台風で、アジア名が使用中止になるのはこれが唯一の事例である。中国・韓国・香港・マカオなどではアジア名基準のため、その地域で被害をもたらした台風については、使用中止の措置が取られている。フィリピンでは本国名が基準であるが、被害をもたらした台風については本国名とアジア名の使用中止の措置を取られている。また、台湾は台風委員会の非加盟国であるため、使用中止の申請を提出できない。